# Onchidoris aureopuncta
Onchidoris aureopuncta is een slakkensoort uit de familie van de Onchidorididae. De wetenschappelijke naam van de soort werd voor het eerst geldig gepubliceerd in 1901 door A. E. Verrill.